# Chémery (Loir-et-Cher)
Chémery is een gemeente in het Franse departement Loir-et-Cher (regio Centre-Val de Loire). De plaats maakt deel uit van het arrondissement Blois. Chémery telde op 1 januari 2022 944 inwoners.

## Geografie
De oppervlakte van Chémery bedroeg op 1 januari 2022 34,16 vierkante kilometer; de bevolkingsdichtheid was toen 27,6 inwoners per km².
De onderstaande kaart toont de ligging van Chémery (Loir-et-Cher) met de belangrijkste infrastructuur en aangrenzende gemeenten.

## Demografie
Onderstaande figuur toont het verloop van het inwonertal (bron: INSEE-tellingen).